# Episodi di Special Branch (quarta stagione)
La quarta stagione della serie televisiva Special Branch è stata trasmessa in anteprima nel Regno Unito dalla Independent Television tra il 14 febbraio 1974 e il 9 maggio 1974.
| nº | Titolo originale          | Titolo italiano | Prima TV UK      | Prima TV Italia |
| -- | ------------------------- | --------------- | ---------------- | --------------- |
| 1  | Double Exposure           |                 | 14 febbraio 1974 |                 |
| 2  | Catherine the Great       |                 | 21 febbraio 1974 |                 |
| 3  | Jailbait                  |                 | 28 febbraio 1974 |                 |
| 4  | Stand and Deliver         |                 | 7 marzo 1974     |                 |
| 5  | Something About a Soldier |                 | 14 marzo 1974    |                 |
| 6  | Rendezvous                |                 | 21 marzo 1974    |                 |
| 7  | Sounds Sinister           |                 | 28 marzo 1974    |                 |
| 8  | Entente Cordiale          |                 | 4 aprile 1974    |                 |
| 9  | Date of Birth             |                 | 11 aprile 1974   |                 |
| 10 | Intercept                 |                 | 18 aprile 1974   |                 |
| 11 | Alien                     |                 | 25 aprile 1974   |                 |
| 12 | Diversion                 |                 | 2 maggio 1974    |                 |
| 13 | Downwind of Angels        |                 | 9 maggio 1974    |                 |